# 김자경오페라단
김자경오페라단은 오페라를 중심으로 한 음악 활동을 통하여 민족문화 창달 및 건전한 국민정서 개발에 기여하기 위하여 1991년 7월 22일 설립된 대한민국 문화체육관광부 소관의 사단법인이다. 사무실은 서울특별시 서대문구 신촌동 24-3 (우: 120-140)에 있다.

## 주요 사업
- 정기오페라 공연 개최
- 유능한 신인 발굴과 전문적인오페라 연구기관 상설
- 민족음악 창작 및 음악인의 국제교류
- 음악 연구지 발간 및 전문공연장 확보